# Valentin Wegmann
Valentin Michael Wegmann (Zurigo, 2 maggio 1979) è un ex cestista svizzero.

## Palmarès
- Campionati svizzeri: 2

Fribourg Olympic: 1998-99
Monthey: 2004-05
- Coppa di Svizzera: 2

Monthey: 2006
Starwings: 2010
- Coppa di Lega Svizzera: 1

Fribourg Olympic: 2009